# Television i Kroatien

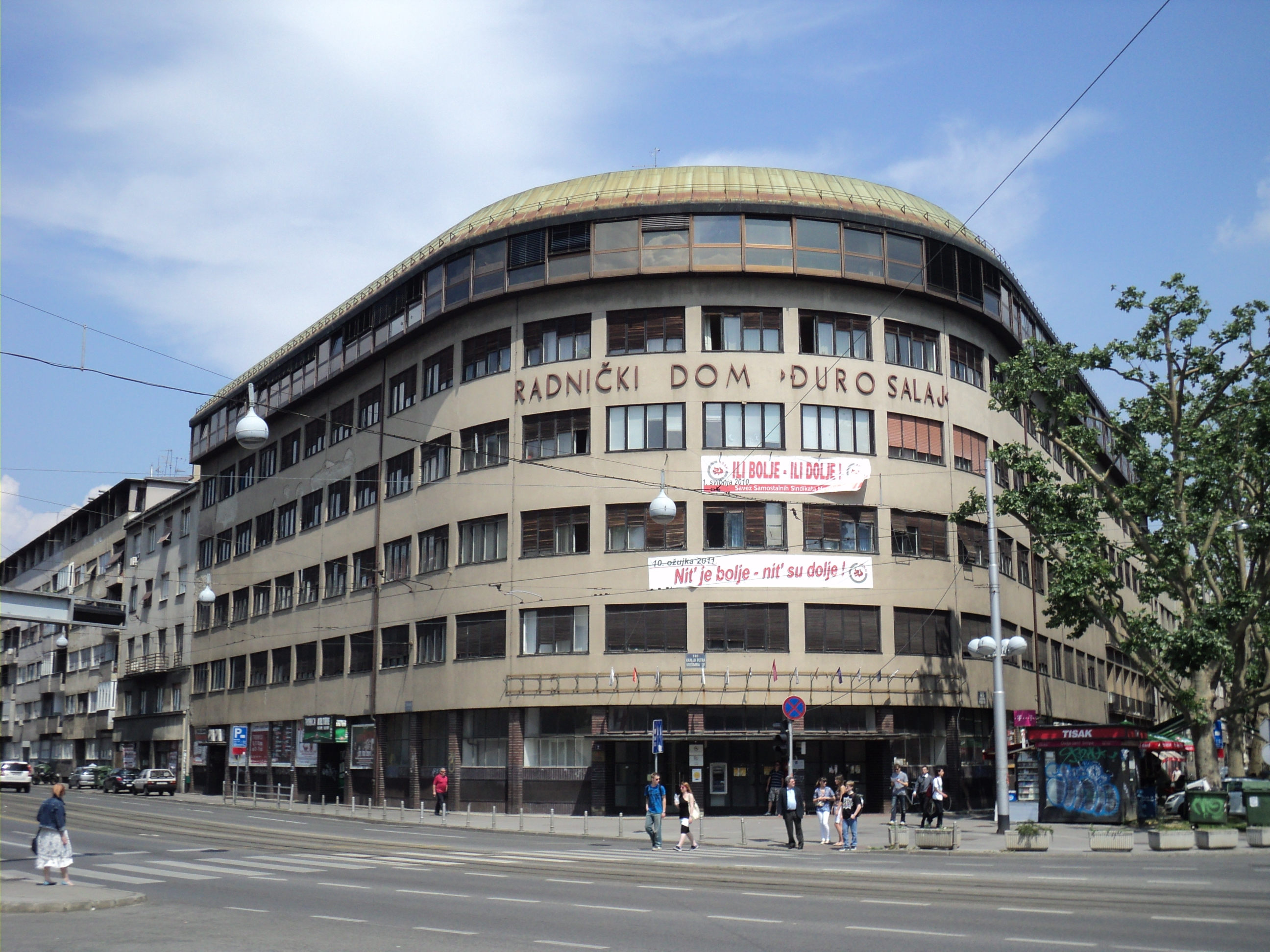
En TV-studio i Zagreb sattes 1962 upp vid Avenija Pavla Šubića

Television i Kroatien infördes 1956, efter att de första testsändningarna gjorts 1939. Det sköts till största delen av Hrvatska Radiotelevizija.

## Social betydelse
År 2011 fanns det 1 584 miljoner registrerade TV-apparater i Kroatien.
| Geografiska regioner           | Andel av befolkningen |
| ------------------------------ | --------------------- |
| Slavonien                      | 79%                   |
| Lika, Kordun, Banovina         | 63%                   |
| Norra Kroatien                 | 61%                   |
| Nordkroatiska Littoral         | 59%                   |
| Dalmatien                      | 47%                   |
| Zagreb med närliggande platser | 43%                   |
| Genomsnitt                     | 57%                   |